# Монтсеррадо
Монтсеррадо (англ. Montserrado) — одно из графств Либерии. Административный центр — город Бенсонвилл. На территории графства находится столица страны, город Монровия.

## География
Расположено на западе центральной части страны. Граничит с графствами: Маргиби (на востоке), Бонг (на севере) и Боми (на западе). На юге и юго-западе омывается водами Атлантического океана. Площадь составляет 1 908 км². Реки Монтсеррадо включают: Сент-Пол, Месурадо, Ду и По.

### Климат
Климат графства — тропический. Годовая норма осадков составляет около 1900 мм. Сезон дождей продолжается с мая по ноябрь, а сухой сезон — с декабря по апрель. Во время сухого сезона со стороны Сахары нередко дует горячий ветер харматан, создающий значительные колебания температуры с декабря по начало марта.

## Население
Население по данным переписи 2008 года — 1 144 806 человек (1-е место среди графств страны); средняя плотность населения — 600,00 чел./км². Христиане составляют 68,2 % населения; мусульмане — 31,8 %. Около 52 % населения говорит на языке кпелле; около 21 % — на языке басса; 6 % — на лорма; 4 % — на кру и 3 % — на других языках.
Динамика численности населения графства по годам:
| 1984    | 1986    | 2008      | 2013      |
| ------- | ------- | --------- | --------- |
| 491 078 | 582 400 | 1 144 806 | 1 288 720 |

## Административное деление
Графство делится на 5 округов (население — 2008 г.):
- Карейсбург (Careysburg) (28 463 чел.)
- Коммонвелт (Commonwealth) (9 137 чел.)
- Большая Монровия (Greater Monrovia) (1 010 970 чел.)
- Сент-Пол-Ривер (St. Paul River) (63 541 чел.)
- Тоди (Todee) (32 695 чел.)

## Экономика
Основу экономики графства составляет торговля. Сельское хозяйство играет сравнительно небольшую роль; основные культуры его — маниок, рис, кукуруза, батат, овощи, бананы, бобовые и др. Животноводство представлено главным образом разведением свиней, кур и уток. Имеются плантации какао, сахарного тростника, ананасов, орехов кола, масличной пальмы и каучуконосов (все эти продукты идут преимущественно на экспорт).
На территории графства находится самый загруженный порт страны — порт Монровия. В городе Монровия располагается Центральный банк Либерии.